# Viljujská přehradní nádrž
Viljujská přehrada (rusky Вилюйское водохранилище, jakutsky Бүлүүтээҕи ууну хаайар сир) je přehradní nádrž v Jakutské republice v Rusku. Má rozlohu 1 200 km². Je 400 km dlouhá. Průměrně je hluboká 8 m. Má objem 9,7 km³.

## Přehradní hráz
Přehradní hráz má v koruně délku 600 m.

## Vodní režim
Přehradní hráz byla postavena v letech 1965-67 na řece Viljuj. Projektem bylo stanoveno nadstavování hráze, v souvislosti s čímž se rozměry přehradní nádrže značně zvětšily. Úroveň vodní hladiny nádrže kolísá v rozsahu 18,5 m.

### Přítoky
- Čona
- Viljuj

## Využití
Vodní nádrž zajišťuje sezónní regulaci odtoku. Využívá se pro zisk vodní energie prostřednictvím Viljujské vodní elektrárny, jež má instalovaný výkon 680 MW a také pro vodní dopravu. Je zde rozvinutý rybolov (nelma, čir).